# Werner Ier de Habsbourg
 (juin 2023).
Werner Ier de Habsbourg est aussi connu sous le nom de Werner II dit « le Pieux », comte de Habsbourg et de Klettgau.
Il naît en 1010. Il est le fils de Radbot, comte de Habsbourg et de Ida de Haute-Lorraine. Il est également le neveu de l'évêque de Strasbourg Werner de Habsbourg.
Il épouse Reginlinde de Nellenbourg en 1057.
De cette union, naissent :
- Otton II de Habsbourg, dit le Docte (1057-1111) ;

- Ita de Habsbourg (1064- ).

Durant la querelle des investitures, Werner soutient l'antiroi Rodolphe de Rheinfelden face à l'empereur Henri IV du Saint-Empire.
Il meurt le 11 novembre 1096 et est inhumé à Muri.